# Arthur Wesley Dow
Arthur Wesley Dow (6 de abril de 1857-13 de diciembre de 1922) fue un pintor, grabador, fotógrafo y formador artístico estadounidense.

## Juventud

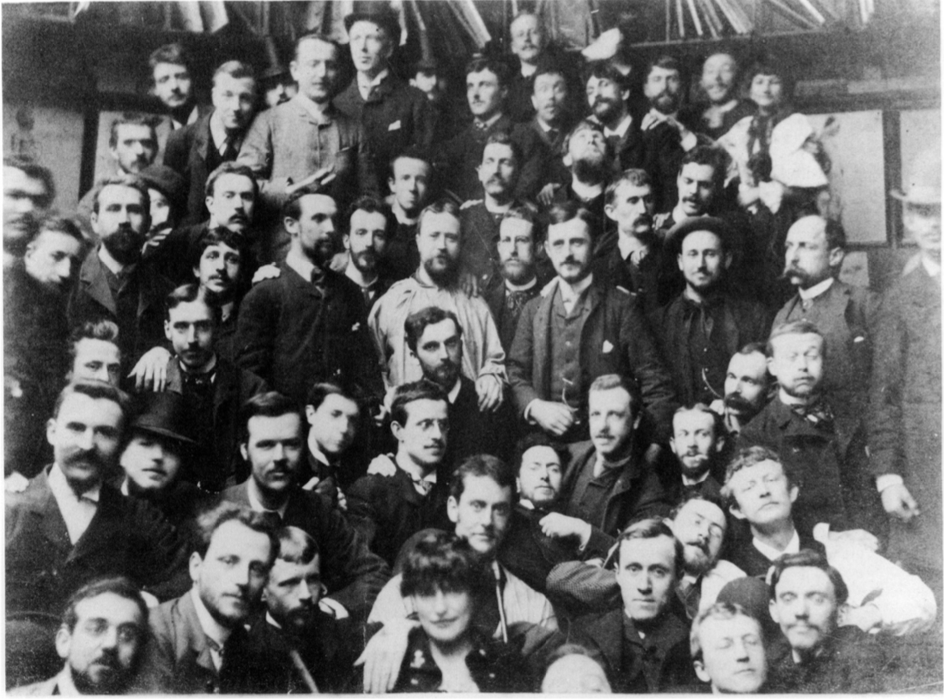
Retrato de alumnos de la Académie Julian, Francia, 1886. (Dow se representa en el centro)

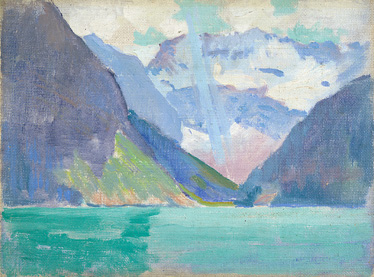
Arthur Wesley Dow: Vista del lago Louise, Alberta, Canadá, 1919

Arthur Wesley Dow, nació en Ipswich, Massachusetts en 1857. Dow recibió su primera formación artística en 1880 de Anna K. Freeland en Worcester, Massachusetts. Al año siguiente, Dow continuó sus estudios en Boston con James M. Stone, antiguo alumno de Frank Duveneck y Gustave Bouguereau. En 1884, fue a París para continuar su educación artística, estudiando en la Académie Julian, bajo la supervisión de los artistas académicos Gustave Boulanger y Jules Joseph Lefebvre.

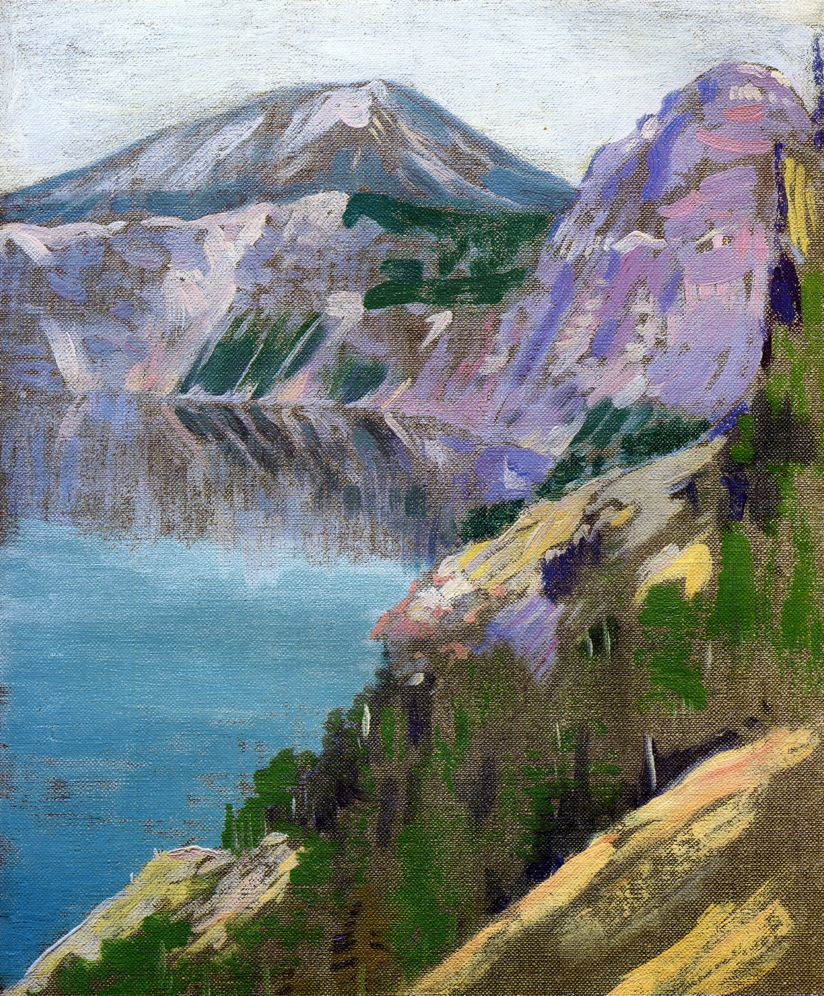
Lago del cráter, óleo sobre lienzo, 1919

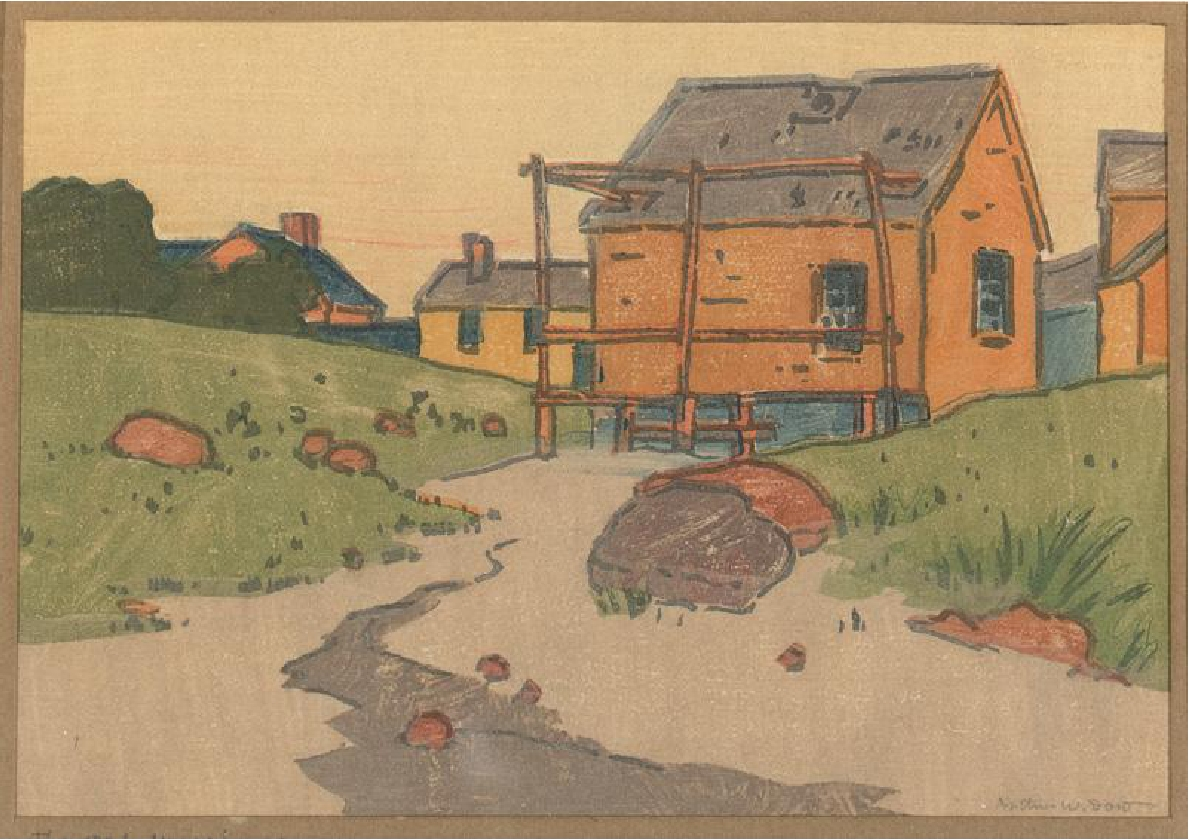
Arthur Wesley Dow, The Clam House, grabado en madera, alrededor de 1892

## Carrera
En 1893, Dow fue nombrado conservador asistente de la colección japonesa en el Museo de Bellas Artes de Boston bajo la dirección de Ernest Fenellosa. Fenellosa introdujo a Dow en los ukiyo‑e, los grabados en madera de Japón, que influyeron mucho en sus obras posteriores.
A partir de esa época aceptó encargos de carteles y otros trabajos comerciales. En 1895, diseñó el cartel para anunciar el Journal of Modern Art y en 1896, diseñó el cartel para una exposición de grabados japoneses.
A lo largo de su carrera, Dow enseñó arte en algunas de las principales instituciones estadounidenses de formación artística, comenzando con el Instituto Pratt de 1896 a 1903. También enseñó en la Liga de Estudiantes de Arte de Nueva York, de 1898 a 1903. En 1900, Dow fundó y actuó como director de la Escuela de Arte de Verano de Ipswich en Ipswich, Massachusetts. De 1904 a 1922, fue profesor de bellas artes en el Teachers College de la Universidad de Columbia.

## Muerte y legado
Dow murió el 13 de diciembre de 1922 en su casa de la ciudad de Nueva York. Fue enterrado en Old North Burying Ground en Ipswich, Massachusetts. Le sobrevivió su esposa Eleanor Pearson, con quien se había casado en 1893.

### Influencia en otros
Dow enseñó a muchos de los principales artistas y artesanos de Estados Unidos, incluidos: Georgia O'Keeffe, Shirley Williamson, Charles Sheeler, Charles J. Martin, dos de las hermanas Overbeck, Delle Miller, Charles Burchfield, Isabelle Percy West y Walter King Stone. Uno de sus alumnos, el educador y grabador Pedro Joseph de Lemos, adaptó y difundió ampliamente las teorías de Dow en decenas de publicaciones teóricas e instructivas (1918-1950) para escuelas de arte.

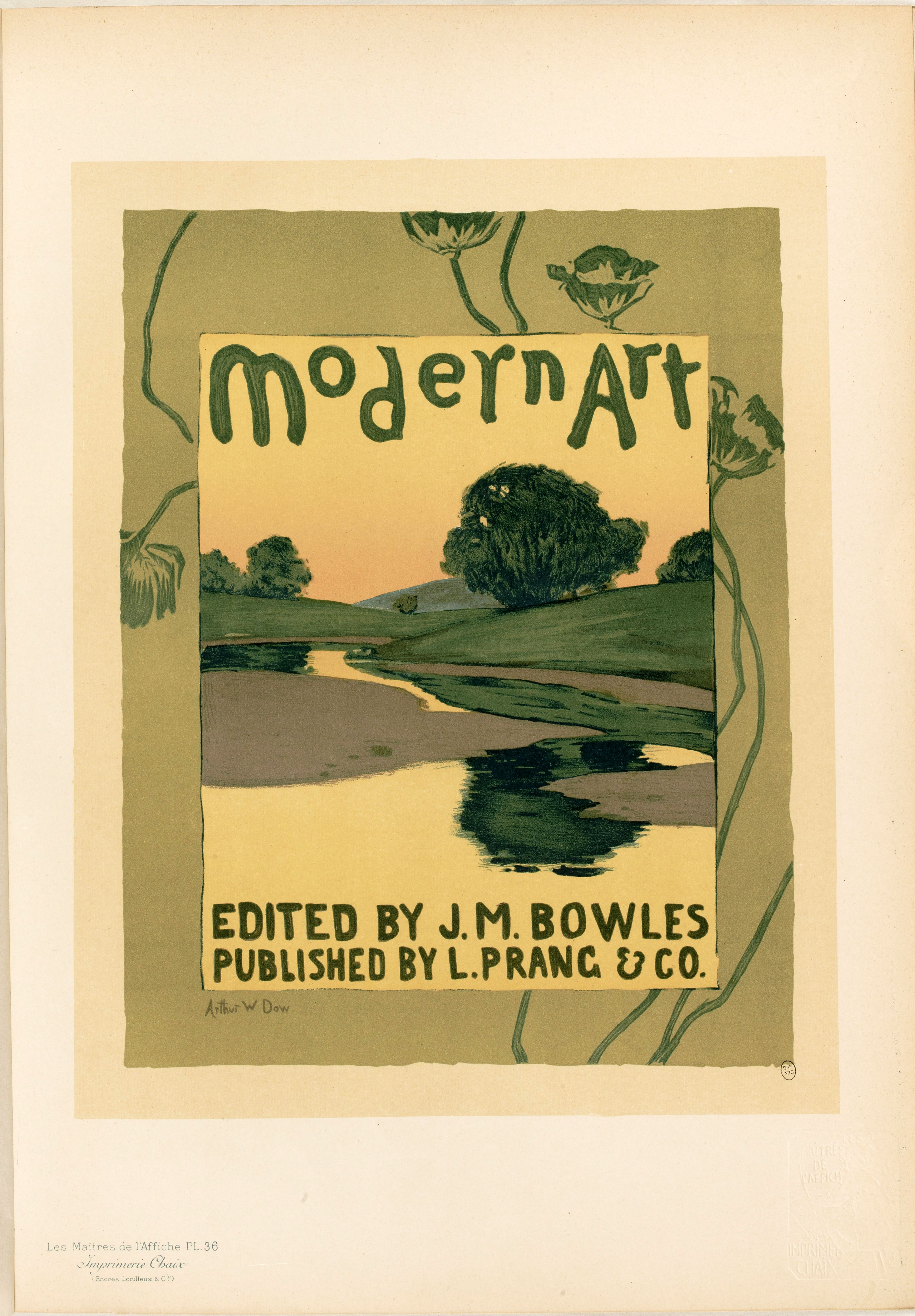
Cartel publicado en Les Maîtres de l'Affiche

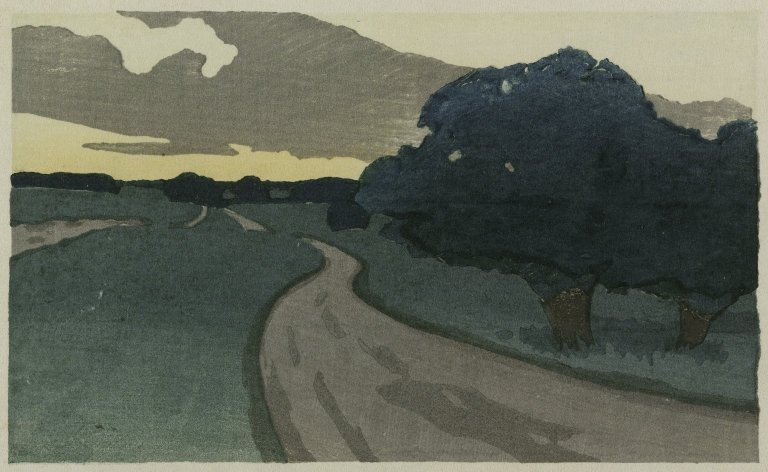
The Long Road - Argilla Road, Ipswich, 1898, Museo de Brooklyn

Dow también tuvo influencia en la Colonia de Byrdcliffe.

### Colecciones
Su obra está representada en colecciones de museos públicos, incluido el Museo de Arte Americano Amon Carter, Fort Worth, Texas; el Museo Metropolitano de Arte, Nueva York; Museo de Brooklyn, Brooklyn, Nueva York; Museo de Bellas Artes, Boston; Ateneo de Wadsworth, Hartford, Connecticut; Museo de Arte Herbert F. Johnson, Universidad de Cornell, Ithaca, Nueva York; el Museo de Arte de San Diego; los Museos de Bellas Artes de San Francisco, San Francisco, California; el Museo de Arte Americano Smithsoniano, Washington D. C.; Universidad de Columbia, Nueva York; Sociedad Histórica de Ipswich; Museo del Movimiento Americano de Artes y Oficios; y muchas otras colecciones públicas y privadas.

## Ideas sobre la enseñanza del arte
Sus ideas fueron bastante revolucionarias para su época. Dow enseñó que, en lugar de copiar la naturaleza, las personas deben crear arte a través de elementos de la composición, como la línea, la masa y el color. Quería que los críticos vieran que el arte es una fuerza viva para todos en la vida cotidiana, no una especie de adorno tradicional para unos pocos. Dow sugirió que la falta de interés estadounidense por el arte mejoraría si el arte se presentara como un medio de expresión personal. Quería que la gente pudiera incluir su experiencia personal en la creación de arte.

Sus ideas sobre el arte se publicaron en su libro de 1899 Composición: una serie de ejercicios de estructura artística para uso de estudiantes y profesores. El siguiente extracto pertenece al capítulo preliminar "Comienzos" de la segunda edición de este libro (1912):
La composición... expresa la idea sobre la que se basa el método que aquí se presenta: la "unión" de líneas, masas y colores para crear una armonía... La composición, la construcción de la armonía, es el proceso fundamental en todas las bellas artes... Un método natural es el de ejercicios en orden progresivo, construyendo primero armonías muy simples... Tal método de estudio incluye todo tipo de dibujo, diseño y pintura. Ofrece un medio de formación para el artista creativo, el maestro o el que estudia el arte en aras de la cultura.